# Droga wojewódzka 377
Die Droga wojewódzka 377 (DW 377) ist eine polnische Woiwodschaftsstraße. Auf einer Länge von 11 Kilometern verbindet sie den Norden der Woiwodschaft Kujawien-Pommern mit dem Südosten der Woiwodschaft Pommern innerhalb des Powiat Świecki (Kreis Schwetz in Westpreußen) bzw. des Powiat Tczewski (Kreis Dirschau). Anfang und Ende der DW 377 ist jeweils die Landesstraße (DK) 1 (auch: Europastraße 75).

## Streckenverlauf der DW 377
Woiwodschaft Kujawien-Pommern
- Powiat Świecki (Kreis Schwetz in Westpreußen):
  - Nowe (Neuenburg in Westpreußen): (→ DK 1: Danzig–Cieszyn (Teschen)/Tschechien)
  - Twarda Góra (Hardenberg)
  - Milewko (Milewken, 1942–45 Kleinmilwe)
  - Radziejewo (Rathsdorf)

Woiwodschaft Pommern
- Powiat Tczewski (Kreis Dirschau):
  - Włosienica (Wloschnitz, 1942–45 Lossnitz)
  - Pieniążkowo (Pienonskowo, 1942–45 Pfennigdorf) (→ DK 1)